# (31477) Meenakshi
1999 CO43 (asteroide 31477) é um asteroide da cintura principal. Possui uma excentricidade de 0.09153920 e uma inclinação de 4.45953º.
Este asteroide foi descoberto no dia 10 de fevereiro de 1999 por LINEAR em Socorro.